# Gorochoveckij rajon
Il Gorochoveckij rajon (in russo Гороховецкий район?) è un rajon dell'Oblast' di Vladimir, nella Russia europea; il capoluogo è Gorochovec. Istituito nel 1929, ricopre una superficie di 1.487 chilometri quadrati e ospita una popolazione di circa 22.000 abitanti.